# Вестарп, Куно фон
Граф Куно Фридрих Виктор фон Вестарп (нем. Kuno Friedrich Viktor Graf von Westarp; 12 августа 1864, Людоми, Великопольское воеводство — 30 июля 1945, Берлин) — германский юрист и политик.

## Биография
Куно фон Вестарп родился 12 августа 1864 года в Людоме, в то время находившимся под юрисдикцией Германии, ныне входит в Великопольское воеводство (Польша) в семье старшего лесничего; представитель графского рода Вестарп.
По окончании гимназии в Потсдаме изучал юриспруденцию в университетах Тюбингена, Бреслау, Лейпцига и Берлина; сдал государственные экзамены в 1886 году. Прошел военную службу в Бреслау и Потсдаме, где был повышен до офицера запаса 1-го пехотного гвардейского полка.
В 1887 году фон Вестарп начал свою карьеру на государственной службе в офисе административного округа в Бад-Фрайенвальде, в провинции Бранденбург, где ландратом был Теобальд фон Бетман-Гольвег, будущий канцлер Германии. Затем Вестарп продолжил свою карьеру в качестве асессора в Гостыне и Бомсте в Познани и в Штеттине. 
В 1902 году он поступил на службу в Прусское государственное министерство, в 1904 году стал начальником полиции Шёнеберга (тогда пригороде, ныне районе Берлина). В 1908 году был назначен старшим судьей в Прусском административном суде.

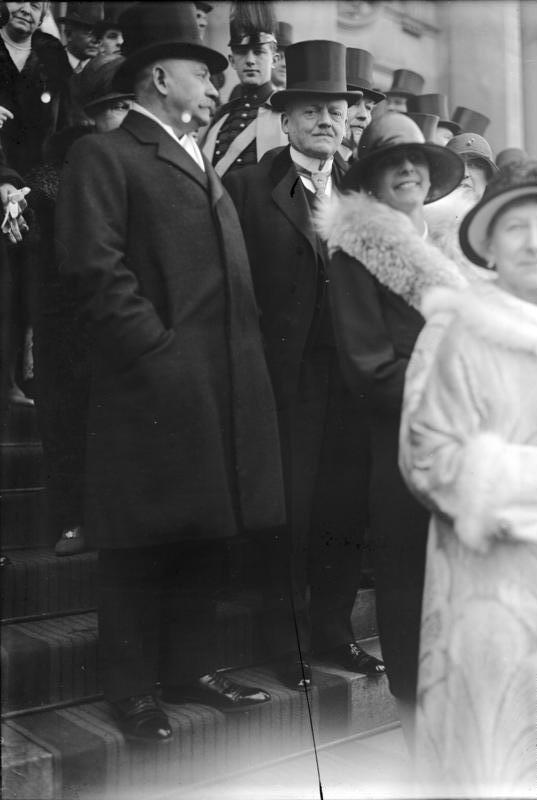
Вестарп (в центре). 1928

В 1890-х годах Вестарп вступил в Германскую аграрную лигу, его политическое продвижение началось в 1908 году в качестве депутата рейхстага от Немецкой консервативной партии, с 1913 по 1918 год в качестве главы парламентской группы.
Во время Первой мировой войны он выступал против резолюции рейхстага о мире 1917 года, агитировал за использование неограниченной подводной войны и отверг реформу прусской трехклассовой франшизы, инициированную канцлером Бетман-Гольвегом.
После Ноябрьской революции 1918 года фон Вестарп стал одним из основателей Немецкой национальной народной партии (DNVP).
С 1919 года был редактором (с 1925 года акционером) немецкоязычной газеты «Kreuzzeitung», ставшей голосом консервативного высшего класса, хотя она никогда не была напрямую связана ни с одной политической партией.
После крушения монархии и достижения пенсионного возраста Куно фон Вестарп на некоторое время отстранился от политической жизни, но в 1920 он был вновь избран в рейхстаг Веймарской республики от немецкой национальной партии и находился в её правом крыле. Вёл энергичную борьбу против заключения Версальского мира и ориентации германской внешней политики на Запад, активно выступал за восстановление монархии. Участвовал в подготовке капповского путча, однако к середине 1920-х годов занял более центристские позиции.

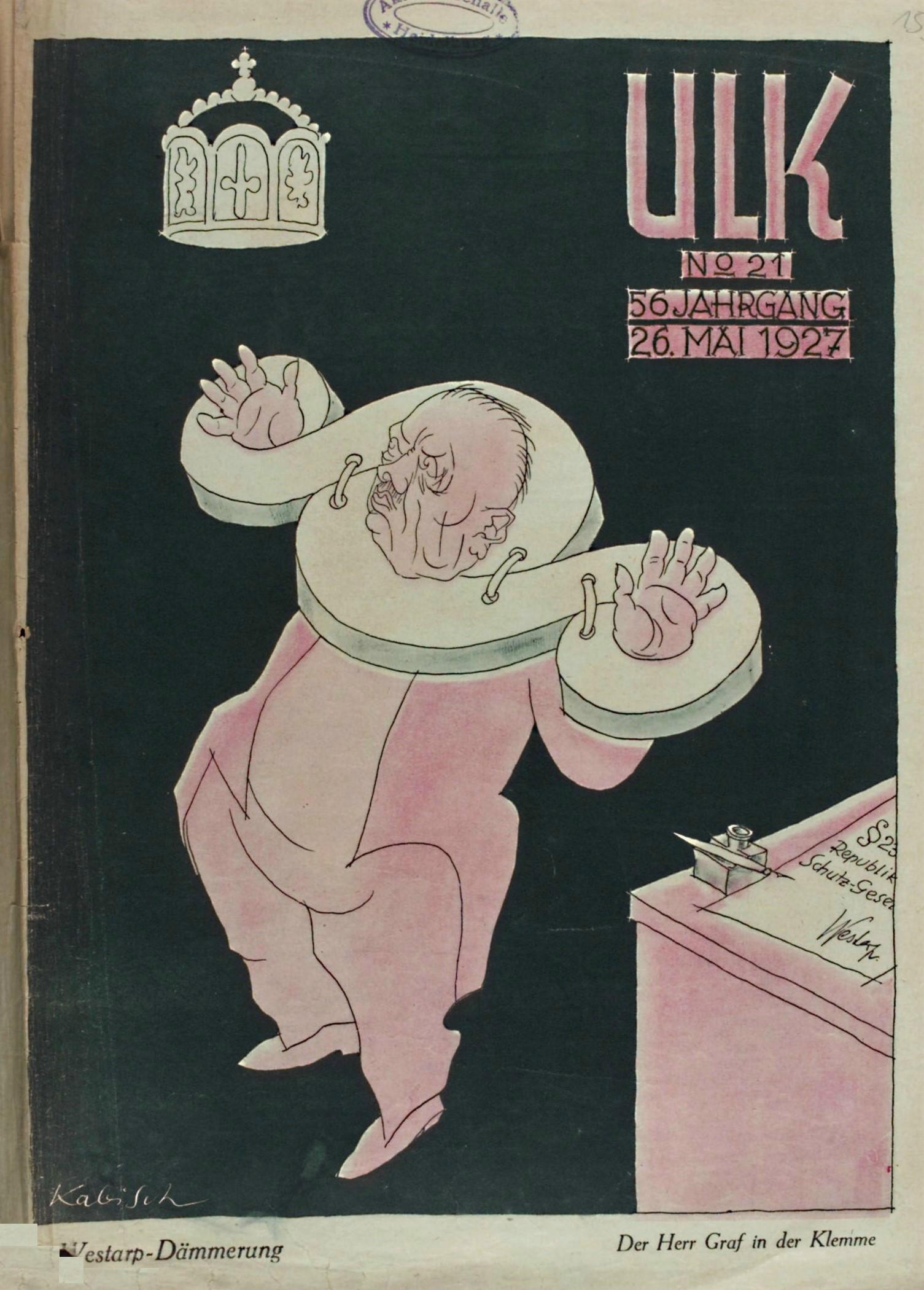
Карикатура на Вестарпа
(худ. Курт Вальтер Кабиш)

В 1925 году DNVP временно отказалась от своих монархических взглядов, присоединившись к немецкому кабинету министров в либерально-консервативном коалиционном правительстве под началом канцлера Ганса Лютера. Однако на федеральных выборах 1928 года партия потерпела катастрофическое поражение и была вынуждена согласиться на формирование социал-демократического правительства под руководством канцлера Германа Мюллера. 
Вестарп ушёл с поста председателя; когда в 1930 году его поддержка правительства Генриха Брюнинга не встретила одобрения даже в собственной партии, и из-за антиреспубликанских тенденций его преемника Альфреда Гугенберга, которые проявились во время референдума 1929 года, он окончательно покинул DNVP в 1930 году. В том же году он и Готфрид Тревиранус были среди основателей умеренной Консервативной народной партии (KVP), с которой он заседал в рейхстаге до 1932 года.
Вестарп не баллотировался парламентских выборах 1932 года, результатом которых стал триумф восходящей нацистской партии под руководством Адольфа Гитлера и вскоре он ушёл из политики. 
Нацистские власти подозревали его в причастности к заговору 20 июля 1944 года, но предварительное расследование против него не дало никаких доказательств. 
В конце Второй мировой войны он был арестован советскими оккупационными войсками, но вскоре был освобождён.
Куно Фридрих Виктор фон Вестарп умер 30 июля 1945 года в городе Берлине.